# Badminton-Ozeanienmeisterschaft für Behinderte
Badminton-Ozeanienmeisterschaften für Behinderte (auch Parabadminton-Ozeanienmeisterschaft genannt) werden seit 2018 ausgetragen.

## Austragungsorte
| Jahr | Nr. | Land       | Ort       | Datum                             |
| ---- | --- | ---------- | --------- | --------------------------------- |
| 2018 | I   | Australien | Geelong   | 26. bis 27. November 2018         |
| 2020 | II  | Australien | Ballarat  | 14. bis 15. Februar 2020          |
| 2022 | III | Australien | Melbourne | 29. bis 31. Juli 2022             |
| 2023 | IV  | Australien | Perth     | 29. September bis 1. Oktober 2023 |